# Archidiocèse de Dijon
L'archidiocèse de Dijon (en latin : archidioecesis Divionensis) est une Église particulière de l'Église catholique en France.
Érigé en 1731, le diocèse de Dijon (en latin : dioecesis Divionensis) couvre, depuis 1822, le département de la Côte-d'Or. En 2002, il est élevé au rang d'archidiocèse métropolitain. Depuis le 11 février 2022, Antoine Hérouard est l'archevêque métropolitain de Dijon.

## Territoire
L'archidiocèse de Dijon couvre le département de la Côte-d'Or, en région Bourgogne.

## Suffragants et province ecclésiastique
Siège métropolitain, l'archidiocèse de Dijon a pour suffragants l'archidiocèse de Sens (-Auxerre), le diocèse d'Autun (-Chalon-Mâcon-Cluny), celui de Nevers ainsi que la prélature territoriale de la Mission de France. L'ensemble forme la province ecclésiastique de Dijon. Elle couvre la région Bourgogne.

## Histoire
Le diocèse de Dijon est érigé le 9 avril 1731, par la bulle Super specula du pape Clément XII.
La constitution civile du clergé, décrétée par l'Assemblée nationale constituante le 12 juillet 1790 et sanctionnée par Louis XVI le 24 août suivant, maintient le siège de Dijon.
À la suite du concordat de 1801, par la bulle Qui Christi Domini du 29 novembre 1801, le pape Pie VII supprime le diocèse de Langres et maintient celui de Dijon qui couvre les départements de la Côte-d'Or et de la Haute-Marne.
À la suite de la signature du concordat de 1817, Pie VII prévoit de rétablir le diocèse de Langres pour le département de la Haute-Marne. Mais le concordat n'est pas ratifié. Ce n'est que par la bulle Paternae charitatis du 6 octobre 1822 que Pie VII rétablit le diocèse de Langres.
En mai 2021, Roland Minnerath, archevêque du diocèse de Dijon, décide de ne pas reconduire le ministère de la Fraternité sacerdotale Saint-Pierre au sein de la basilique Saint-Bernard de Fontaine-lès-Dijon. Officiellement il s'agit d'un désaccord organisationnel et pratique. Toutefois, des liens entre la Fraternité sacerdotale Saint-Pierre et des groupuscules d'extrême-droite radicale auraient aussi été pris en compte par l'évêché.

## Siège

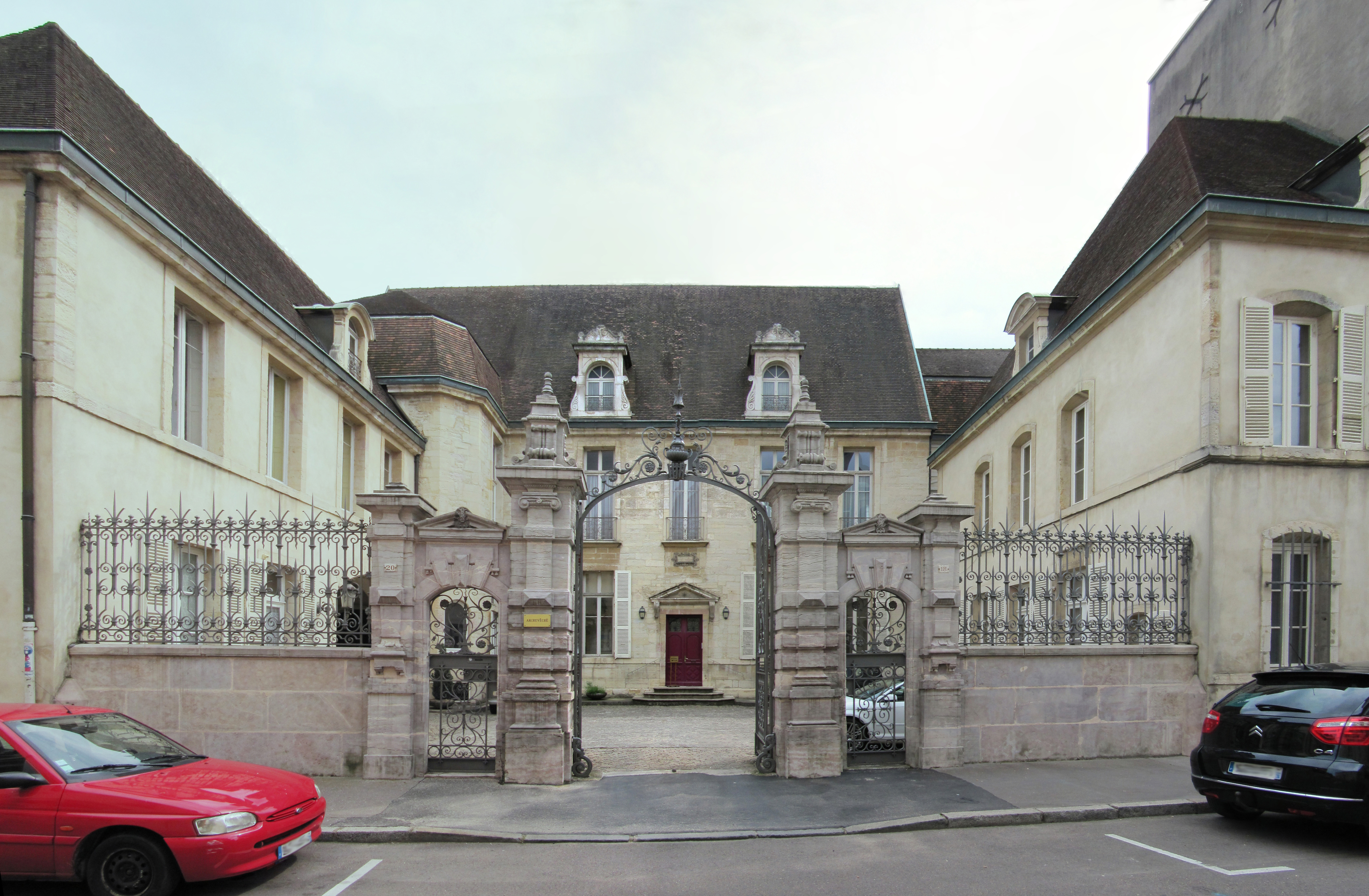
L'archevêché 20 rue du Petit-Potet à Dijon.

La chancellerie de l'archidiocèse se situe 20, rue du Petit-Potet à Dijon avec pour cathédrale la cathédrale Saint-Bénigne de Dijon.

## Cathédrales et basiliques mineures
Cette ancienne abbatiale de l'abbaye Saint-Bénigne de Dijon
La cathédrale Saint-Bénigne de Dijon est l'église cathédrale de l'archidiocèse. Elle n'est devenue cathédrale qu'en 1792, succédant à l’église Saint-Étienne de Dijon qui fut brièvement le siège du chapitre cathédral après la création du diocèse en 1731.
La basilique Notre-Dame de Beaune est une église paroissiale collégiale et, depuis le 10 août 1957, une basilique mineure.
La basilique Saint-Andoche de Saulieu est une église paroissiale et, depuis le 22 octobre 1919, une basilique mineure.

## Évêques et archevêques de Dijon
- Liste des évêques et archevêques de Dijon

## Évêques originaires du diocèse  de Dijon
- François Garnier, archevêque de Cambrai
- Laurent Ulrich, archevêque de Paris
- Maurice Gaidon, évêque émérite de Cahors
- François Touvet, évêque de Chalons-en-Champagne

## Statistiques
En 1970, ce territoire, qui regroupe le département de la Côte-d'Or, comptait 423 688 baptisés pour une population totale de 432 288 habitants (98 %). Il était desservi par 381 prêtres, dont 64 réguliers. Les religieux étaient au nombre de 139 et les religieuses de 820.
En 1990, le diocèse comptait environ 395 000 baptisés pour une  population totale de 483 000 habitants (81,8 %). Il était desservi par 230 prêtres, dont 30 réguliers, et 6 diacres permanents. Les religieux étaient au nombre de 50 et les religieuses de 460.
En 2006, l'archidiocèse comptait environ 330 000 baptisés pour une population totale de 506 782 habitants (65,1 %). Il était desservi par 213 prêtres, dont 57 réguliers, et 24 diacres permanents. Les religieux étaient au nombre de 92 et les religieuses de 257.